# スターリング (スループ)
スターリング (HMS Starling, U66) は、イギリス海軍のスループ。改ブラックスワン級。艦名はムクドリ科の鳥の総称「Starling」に由来し、イギリス海軍においてこの名前を持つ艦としては8代目にあたる。
「スターリング」は第二次世界大戦中の著名な対潜戦指揮官フレデリック・ジョン・ウォーカーの乗艦として大西洋の戦いで活躍した。「スターリング」は共同戦果を含めて合計14隻のUボートを撃沈し、イギリス海軍で最も成功した対潜艦艇であるとみなされている。

## 艦歴
「スターリング」は1940年度戦時補充建造計画に基づき1941年7月18日に発注され、1941年10月21日にスコットランド・ゴヴァンのフェアフィールド・シップビルディング・アンド・エンジニアリング・カンパニーで起工、1942年10月14日進水し、1943年4月1日に就役した。建造期間は17ヶ月と10日であった。建造中の1942年3月にはウォーシップ・ウィークのキャンペーンに参加し、ランコーン地方自治区とランカシャーの住民に割り当てられた。

### 第二次世界大戦
「スターリング」は1943年4月、第2支援グループ（2SG）指揮官フレデリック・ジョン・ウォーカー大佐の指揮下でウェスタンアプローチ管区に配備された。このグループは6隻のスループからなる戦隊で、船団護衛には縛られず、Uボートを発見すればどこでも自由に掃討することができた。この時点におけるグループの僚艦は、「シグニット」、「カイト」、「ワイルドグース」、「ウッドペッカー」、「レン」であった。

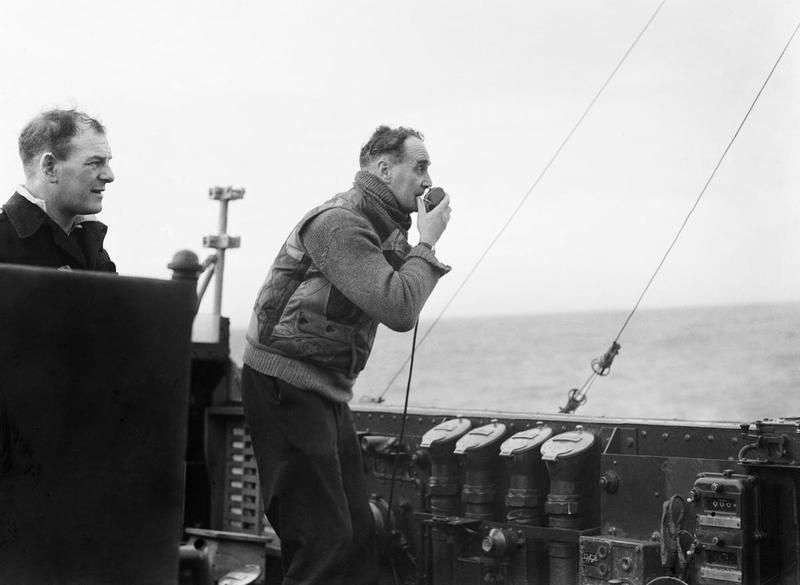
攻撃体勢の「ウッドペッカー」を叱咤する「スターリング」艦橋上のウォーカー大佐。

1943年5月に行われた「スターリング」の最初の哨戒は順調だった。この月の間に何度か大きな船団護衛戦が発生したが、2SGが関与した戦闘はなかった。「スターリング」最初の成功は1943年6月1日のことで、初のUボート発見がなされた。この出来事は、ウォーカー大佐によって「栄光の6月1日」と呼ばれた。グループは「U-202」を発見。15時間にわたって追跡・撃沈し、大西洋におけるその時点で最長の対潜戦を展開した。
リバプールに帰還した「スターリング」と2SGの僚艦は、イギリス空軍コースタル・コマンドと共同でUボートのビスケー湾横断を阻止するマスケトリー作戦に参加する。1943年6月24日、今度は2隻のUボートを撃沈することに成功した。「スターリング」は「U-119」を体当たり攻撃で破壊したが、「スターリング」も「U-119」との衝突によって損傷した。修理のためにイギリス本土に戻ることを余儀なくされ、「ワイルドグース」艦長D・E・G・ウィームス中佐の臨時指揮下、ウォーカー大佐はグループに留まった。
10月、修理が終わりグループに復帰した「スターリング」は、ON207船団周辺での戦闘に参加した。「スターリング」の直接的な戦果はなかったものの、船団全体ではUボート3隻を撃沈し、船団加入船に損失はなかった。
1943年11月、HX264船団周辺での活動において「スターリング」と僚艦2隻は、さらに2隻のUボート、すなわち「U-226」と「U-842」を発見、これらを撃沈する戦果を挙げた。
12月、スターリングはSL140/MKS31船団の支援中に「U-843」を攻撃して損傷させ、攻撃を断念させた。
1944年1月末から2月にかけて、「スターリング」は「シックス・イン・ワン・トリップ」（Six in one trip）として知られることになる戦いに参加した。「スターリング」を含む2SGは2週間で6隻のUボートを撃沈し、「スターリング」はそのうち4隻を共同撃沈することになった。

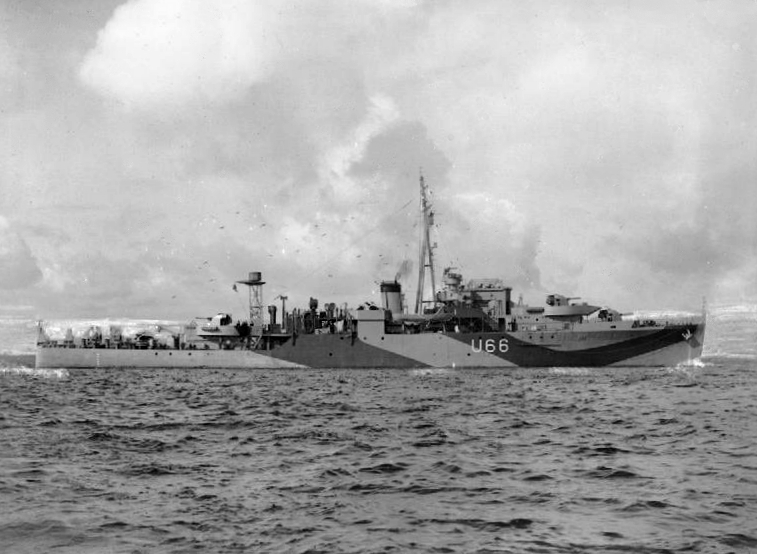
1943年の「スターリング」。

1月31日、「スターリング」はSL147/MKS38船団を支援して「U-592」を、2月9日には「U-734」と「U-238」を、2月19日には「U-264」をそれぞれ沈めた。
1944年3月、「スターリング」と2SGは護衛空母「ヴィンデックス」を伴い、北大西洋で気象観測任務に就いていた「U-653」を撃沈した。
同月下旬、ムルマンスク行き援ソ船団JW58船団を支援していた「スターリング」は、今度は北大西洋へ向かう途中の「U-961」と遭遇し、これを撃沈する。合計3隻のUボートがJW58船団への攻撃で沈められたが、「スターリング」に関してはこれ以上の戦果はなかった。
5月3日、アメリカ海軍護衛駆逐艦「ドンネル」が「U-473」に雷撃され損傷すると、ウォーカー大佐は即座に反応した。「ドンネル」が被雷した海域から300海里 (560 km)離れたところにいたものの、ウォーカー大佐は自らの経験に基づきどこを捜索すべきか当たりをつけ、3日間の捜索の末にUボートを発見した。18時間に及ぶ追跡の結果、「U-473」は海面に浮上したが、「スターリング」らの砲撃によりとどめを刺された。
6月、「スターリング」は「ネプチューン作戦」（ノルマンディー上陸作戦）に参加し、上陸艦隊への攻撃を阻止するのに尽力した。合計15隻のUボートが上陸艦隊を攻撃する試みの中で沈められたが、「スターリング」自身の戦果はなかった。
7月、「スターリング」は、就役以来艦を指揮していたウォーカー大佐が過労による脳卒中を発症し殉職するという最大の打撃を受けた。
ウォーカー大佐の後任として艦長となったN・W・ダック中佐の下で、8月に「スターリング」と2SGの僚艦はビスケー湾でUボート4隻を沈め、再び哨戒を成功させた。そのうち、「スターリング」は「U-333」、「U-736」、「U-385」に対する戦闘に参加している。

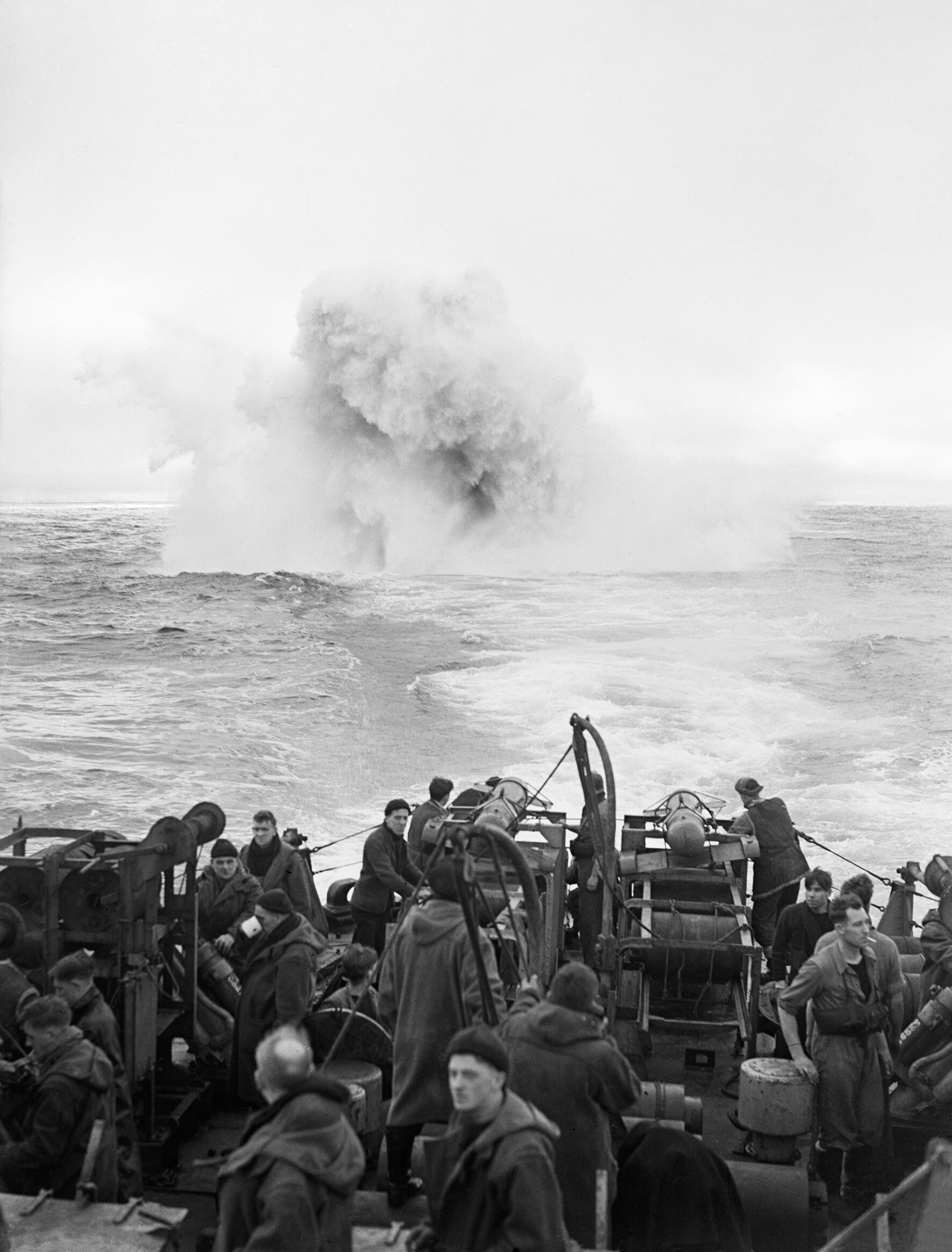
1944年1月、爆雷攻撃を行う「スターリング」。

9月、「スターリング」はG・W・E・カステンス中佐の指揮下で第22護衛グループ（22EG）に移ったが、既にUボートに対する戦闘は変化し、以前のような成功をほとんど得られなかった。この頃の戦闘は、海底の残骸の中に隠れることができる浅い沿岸海域で単独行動するUボートに対するものへと様変わりしていた。この「一匹狼」を狩り出すのは遅くて退屈な仕事だったが、一方で商船の損失は最小限に抑えられた。
1945年1月、「スターリング」は22EGの艦艇を率いてノース海峡でUボートと思われる目標を攻撃した。これは戦後にドイツ側記録を調べた結果、「U-482」を撃沈したものとされた。しかし、この評価は1991年に見直され、グループの戦果認定は取り消された。この攻撃は、潜水艦以外の目標に対して行われたと判断された。
ヨーロッパでの戦争が終わると、「スターリング」は太平洋での任務に就くことになったが、これに備えた改装中に日本の降伏を迎えた。1945年9月に「スターリング」は退役し、10月に予備役へ編入された。

### 戦後の活動
1946年、「スターリング」はイギリス海軍の航海訓練学校であるHMSドライアドで任務に就くために再就役した。航海練習艦に改造されて武装撤去後、その後10年間任務に就いた。1953年には、エリザベス2世戴冠記念観艦式に参加している。
現役最後の年、「スターリング」はノルウェーのフィヨルドとキールのUボート基地を訪問した。1956年、前年に廃棄が決まっていた「スターリング」最後の航海では、地元当局が用意した引退式典に参加するためリバプールのブートルへ寄港し、ウォーカー大佐の未亡人がブートルからポーツマスへの最後の航海に同乗している。
到着後、ポーツマスで解役された「スターリング」は、1958年5月26日にクイーンズバラへ解体のため曳航された。
「スターリング」の艦名は、1984年就役のピーコック級哨戒艦「スターリング」に引き継がれた。イギリス海軍を退役後はフィリピン海軍に売却され「アルテミオ・リカルテ」として現役である。

## 戦果
- 「スターリング」は大戦中の活動で14隻のUボート撃沈に関与した。

| 日付          | Uボート | 型式     | 場所                                                                                 | 情報 |
| ------------- | ------- | -------- | ------------------------------------------------------------------------------------ | --- |
| 1943年6月2日  | U-202   | VIIC型   | 北大西洋 北緯56度12分 西経39度52分 / 北緯56.200度 西経39.867度                       | 「スターリング」の爆雷と砲撃により沈没                                                                                                  |
| 1943年6月24日 | U-119   | XB型     | 北大西洋、オルテガル岬北西 北緯44度59分 西経12度24分 / 北緯44.983度 西経12.400度     | 「スターリング」の砲撃と体当たり攻撃により沈没                                                                                          |
| 1943年11月6日 | U-226   | VIIC型   | 北大西洋、レース岬東方 北緯44度49分 西経41度13分 / 北緯44.817度 西経41.217度         | 「スターリング」、「ウッドコック」、「カイト」の爆雷攻撃により沈没                                                                      |
| 1943年11月6日 | U-842   | IXC/40型 | 北大西洋 北緯43度42分 西経42度08分 / 北緯43.700度 西経42.133度                       | 「スターリング」と「ワイルドグース」の爆雷攻撃により沈没                                                                                |
| 1944年1月31日 | U-592   | VIIC型   | 北大西洋、ケープ・クリア島南西 北緯50度20分 西経17度29分 / 北緯50.333度 西経17.483度 | 「スターリング」、「ワイルドグース」、「マグパイ」の爆雷攻撃により沈没                                                                  |
| 1944年2月9日  | U-734   | VIIC型   | 北大西洋 北緯49度43分 西経16度23分 / 北緯49.717度 西経16.383度                       | 「ワイルドグース」と「スターリング」の爆雷攻撃により沈没                                                                                |
| 1944年2月9日  | U-238   | VIIC型   | 北大西洋、ケープ・クリア島南西 北緯49度44分 西経16度07分 / 北緯49.733度 西経16.117度 | 「カイト」、「マグパイ」、「スターリング」のヘッジホッグ攻撃及び爆雷攻撃により沈没                                                      |
| 1944年2月19日 | U-264   | VIIC型   | 北大西洋 北緯48度31分 西経22度05分 / 北緯48.517度 西経22.083度                       | 「ウッドペッカー」と「スターリング」の爆雷攻撃により沈没                                                                                |
| 1944年3月15日 | U-653   | VIIC型   | 北大西洋 北緯53度46分 西経24度35分 / 北緯53.767度 西経24.583度                       | 護衛空母「ヴィンデックス」の第825海軍航空隊ソードフィッシュ雷撃機により発見後、「スターリング」と「ワイルドグース」の爆雷攻撃により沈没 |
| 1944年3月29日 | U-961   | VIIC型   | 北大西洋、フェロー諸島北方 北緯64度31分 西経03度19分 / 北緯64.517度 西経3.317度      | 「スターリング」と「マグパイ」の攻撃により沈没                                                                                          |
| 1944年5月6日  | U-473   | VIIC型   | 北大西洋、ケープ・クリア島南西 北緯49度29分 西経21度22分 / 北緯49.483度 西経21.367度 | 「スターリング」、「ワイルドグース」、「レン」の爆雷攻撃と砲撃により沈没                                                                |
| 1944年7月31日 | U-333   | VIIC型   | イギリス海峡、シリー諸島西方 北緯49度39分 西経07度28分 / 北緯49.650度 西経7.467度    | 「スターリング」とフリゲート「ロック・キリン」のスキッド攻撃により沈没                                                                  |
| 1944年8月6日  | U-736   | VIIC型   | 北大西洋、サン＝ナゼール西方 北緯47度19分 西経04度16分 / 北緯47.317度 西経4.267度    | 「スターリング」と「ロック・キリン」のスキッド攻撃により沈没                                                                            |
| 1944年8月11日 | U-385   | VIIC型   | ビスケー湾、ラ・ロシェル西方 北緯46度16分 西経02度45分 / 北緯46.267度 西経2.750度    | 「スターリング」の爆雷攻撃とオーストラリア空軍第461飛行隊サンダーランド飛行艇の爆撃により沈没                                           |

「スターリング」は、スループ「アミシスト」、「ピーコック」、「ハート」、フリゲート「ロック・クラギー」と共同で、1945年1月16日にノース海峡において「U-482」を撃沈したとされていた。しかしながら、戦後の再検証で海軍本部はこの戦果を取り消している。

## 栄典
「スターリング」は第二次世界大戦の戦功で4個の戦闘名誉章(Battle honours)を受章した。
- 「Biscay 1943」 、「Atlantic 1943–45」、「Arctic 1944」、「Normandy 1944」[32]

## 大衆文化において
「スターリング」の北極海船団における任務（「HMSスパロー」としてフィクション化）は、イギリスの作家ジュリア・ジョーンズの児童冒険小説ストロング・ウインド・シリーズ第1巻「The Salt-stained Book」（2011年）のプロローグで紹介されている。